# Ахмад Махмуд
Ахмад Махмуд (дан. Ahmad Mahmoud; Факсе, Краљевина Данска, 1987) је данско-палестински писац, колумниста, машинбравар и политичар. Године 2015. издао је књигу Црна земља: Приче из гета, у којој описује одрастање у паралелном друштву у предграђу Аскеред у Данској, у које се са породицом преселио из Факсеа, када је имао 5 година.
До 2020. године је Махмуд за портал Ekstra Bladet медијске групе JP Politiken писао колумне у којима се бавио имиграцијом, интеграцијом и правима жена и мањина.

## Црна земља: Приче из гета
У својој књизи Црна земља: Приче из гета Махмуд обрађује одрастање у Аскереду у породици са много деце, у гету где постоје „банде, уговорени бракови и људи на државној помоћи”. Књига почиње одломком из песме О деци либанско-америчког песника Халила Џубрана из његовог дела Пророк. У самом предговору Махмуд се ограђује од могућих злоупотреба садржаја књиге: „Знам да је постојао ризик да ће књига бити схваћена и коришћена као потврда пристрасних мишљења и генерализација о људима са имигрантском позадином. Тај страх се није смањио ни након парламентарних избора на пролеће 2015. Стога ми дозволите да подвучем да се у овој књизи ради о култури која постоји у одређеним срединама – не о етницитету и религији. Већина имиграната нису представници културе коју овде описујем. Ја се надам и молим да се мој опис не злоупотребљава за ширење додатне мржње и поделе.”

### Рецензије и пријем
У рецензији новина Jyllands-Posten Ерик Свенсен је Махмуда описао као некога, ко руши постојеће обрасце и ко је „важан глас из света гета”. Лилијан Мунк Ресинг је у својој рецензији у новинама Politiken књигу назвала „критиком културе гета, која своју децу заробљава у насилни механизам, који за циљ има искључиво репродукцију у породици и одржавање њеног поретка”.У рецензији за новине Weekendavisen је Ајдин Соеи, социолог и новинар, назвао књигу „корисном и важном у свом сликовитом опису потлачене класе другачије етничке припадности, у којој доминира патријархални светоназор”.
Црну земљу су на веб-сајту данског дистрибутера физичких и електронских књига Saxo читаоци и читатељке оценили максималном просечном оценом 5.

## Приватни живот и политички активизам
Ахмад Махмуд је отворено геј. О својим искуствима као геј мушкарца писао је детаљније у једној од колумни у којој је критиковао однос данске полиције према ЛГБТК+ особама.
Године 2018. је Махмуд био на изборној листи Социјалистичке народне партије на парламентарним изборима у Данској за области Греве и Солред.